# 艾格河
艾格河（法語：Aigues，亦作，法語發音：[ɛɡ]），又称埃格河（Eygues），是法国上阿尔卑斯省、德龙省与沃克吕兹省的河流，是罗讷河的左支流，长113.7千米。